# Кисіль Сергій Юрійович
Кисіль Сергій Юрійович (нар. 1 червня 1984, місто Хмельницький, Україна) — український актор театру і кіно.
Кисіль Сергій Юрійович (нар. 1 червня 1984, місто Хмельницький, Україна) — український актор театру і кіно.

## Життєпис
Народився 1 червня 1984 року в Хмельницькому.
Здобув дві освіти, не пов'язані з творчістю.
Навчався у Школі акторської майстерності Film.ua. Після закінчення Школи вступив до Київського національного університету театру, кіно і телебачення ім. І. К. Карпенка-Карого, де отримав ступінь магістра за спеціальністю «Режисер драматичного театру».
Грає в театрі. З 2022 року є актором «22 Театр».

## Освіта
- Школа акторської майстерності Film.ua Ukrainian Film School — акторська майстерність (2015—2016) курс М. Міхайліченко[9]
- Театральна школа BEAT — акторська майстерність (2016—2017) курс М. Міскун / І. Стежка

- Київський національний університет театру, кіно і телебачення ім. І. К. Карпенка-Карого, спеціальність — режисер драматичного театру. Курс А. Кужельний[10]

- Michael Chehov studio. Україна (2021), куратор курсу — Олеся Савченко

- Курс «Чехівська десятка» (2024), куратор курсу — Олеся Савченко

- Курс «Чехівська десятка» (2025), куратор курсу — Олеся Савченко

## Фільмографія
| Рік       |   | Українська назва             | Оригінальна назва            | Роль                           |
| --------- | - | ---------------------------- | ---------------------------- | ------------------------------ |
| 2025      | с | Просто Надія 2               | Просто Надія 2               | Юрій Бойко                     |
| 2025      | ф | Лютий Березень               | у виробництві                | Валерій                        |
| 2024      | с | Жіночий лікар.Нове життя 3   | Жіночий лікар.Нове життя 3   | Олег Мельник                   |
| 2024      | с | Лікарка Ковальчук 3          | Лікарка Ковальчук 3          | Микита Кушнір                  |
| 2024      | ф | БожеВільні                   | DIAGNOSIS: DISSENT           | Віталій Кравець                |
| 2024      | с | Жіночий лікар.Нове життя 2   | Жіночий лікар.Нове життя 2   | Репродуктолог Олег Мельник     |
| 2024      | с | Шлях                         | Шлях                         | Слідчий                        |
| 2024      | с | Поклик кохання               | Поклик кохання               | Сергій                         |
| 2024      | с | О.П.Г.                       | О.П.Г.                       | Капітан Микола Романенко       |
| 2024      | с | Ловець снів                  | Ловець снів                  | Наза Лютий                     |
| 2024      | с | Ніхто не ідеальний           | Ніхто не ідеальний           | Євген Іванович                 |
| 2024      | с | Просто Надія                 | Просто Надія                 | Юрій Бойко                     |
| 2023      | с | "Я-Надія"                    | I am Hope                    | Тарас                          |
| 2021      | ф | «Пульс»                      | Пульс                        | Журналіст                      |
| 2021      | с | Добре серце                  | Доброе сердце                | Игорь Градов                   |
| 2021      | с | Меж світлом і тінню          | Между светом и тенью         | Костомаров                     |
| 2021      | с | Ляльковий будинок            | Кукольный домик              | Прохоров                       |
| 2021      | с | Наперекір долі               | Наперекор судьбе             | Слідчий Юрій                   |
| 2021      | с | Провінціал                   | Провинциал                   | Подкалізін                     |
| 2021      | с | Кольоротерапія кохання       | Цветотерапия любви           | Валентин                       |
| 2021      | с | Колір помсти                 | Цвет мести                   | Микита                         |
| 2021      | с | Місце під сонцем             | Место под солнцем            | Іван                           |
| 2021      | с | Кохання Віри                 | Любовь Веры                  | Геннадій                       |
| 2020      | с | Пес 6                        | Пес 6                        | Микол Орлов                    |
| 2020      | с | Все не випадково             | Все не случайно              | Кащук Борис                    |
| 2020      | с | Колір пристрасті             | Цвет страсти                 | Микита                         |
| 2020      | с | Другий шанс на перше кохання | Второй шанс на первую любовь | Ілля                           |
| 2019—2021 | с | Паніка Вова                  | Паника Вова                  | Іван Андріюк                   |
| 2018      | с | Король України               | Василь                       | Василь                         |
| 2016—2021 | с | Агенти справедливості        | Агенты справедливости        | Судмедексперт Олександр Різник |

## Телебачення
Ведучий на телепроєктах:
- Містичні історії. Новий погляд — телеканал Світло

## Театральні роботи
MASTERSKAYA
- 2015 — «Восьмий дубль» за п'єсою «Чайка» Борис Акунін; реж. Максим Міхайліченко  — Євгеній Дорн

Театр ПОЧАЙНА
- 2016 — «Обережно жінки» за п'єсою А.Курейчик; реж. Ірина Стежка  — Серж Дюбуа
- 2016 — «Гра» за п'єсою О.Онуфрієв; реж. Ірина Стежка  — Ігор
- 2017 — «Пізанська вежа» за п'єсою Н.Птушкіна; реж. Лариса Семирозуменко  — Чоловік
- 2020 — «Тектоніка почуттів» за п'єсою Е.Шмітт; реж. Лариса Семирозуменко  — Жерар

22ТЕАТР
- 2023 — «НЕЙЧЕРАЛ»[11] за п'єсою А.Герні; реж. Максим Міхайліченко  — Грег
- 2025 — «Квантова фізика кохання» за п'єсою "Сузір'я" Н.Пейн; реж. Максим Міхайліченко  — Роланд